# Kanton Valenciennes-Nord
Kanton Valenciennes-Nord (francouzsky Canton de Valenciennes-Nord) je francouzský kanton v departementu Nord v regionu Nord-Pas-de-Calais. Tvoří ho pět obcí.

## Obce kantonu
- Aubry-du-Hainaut
- Bellaing
- Petite-Forêt
- Valenciennes (severní část)
- Wallers